# Acanthosicyos
Acanthosicyos este un gen al familiei Cucurbitaceae, aparținând familiei Cucurbitoideae.Este o specie endemică în deșertul Namibiei.
genul este reprezentat prin 2 specii:
- Acanthosicyos horridus
- Acanthosicyos naudinianus (syn. Cucumis naudinianus; Citrullus naudinianus)

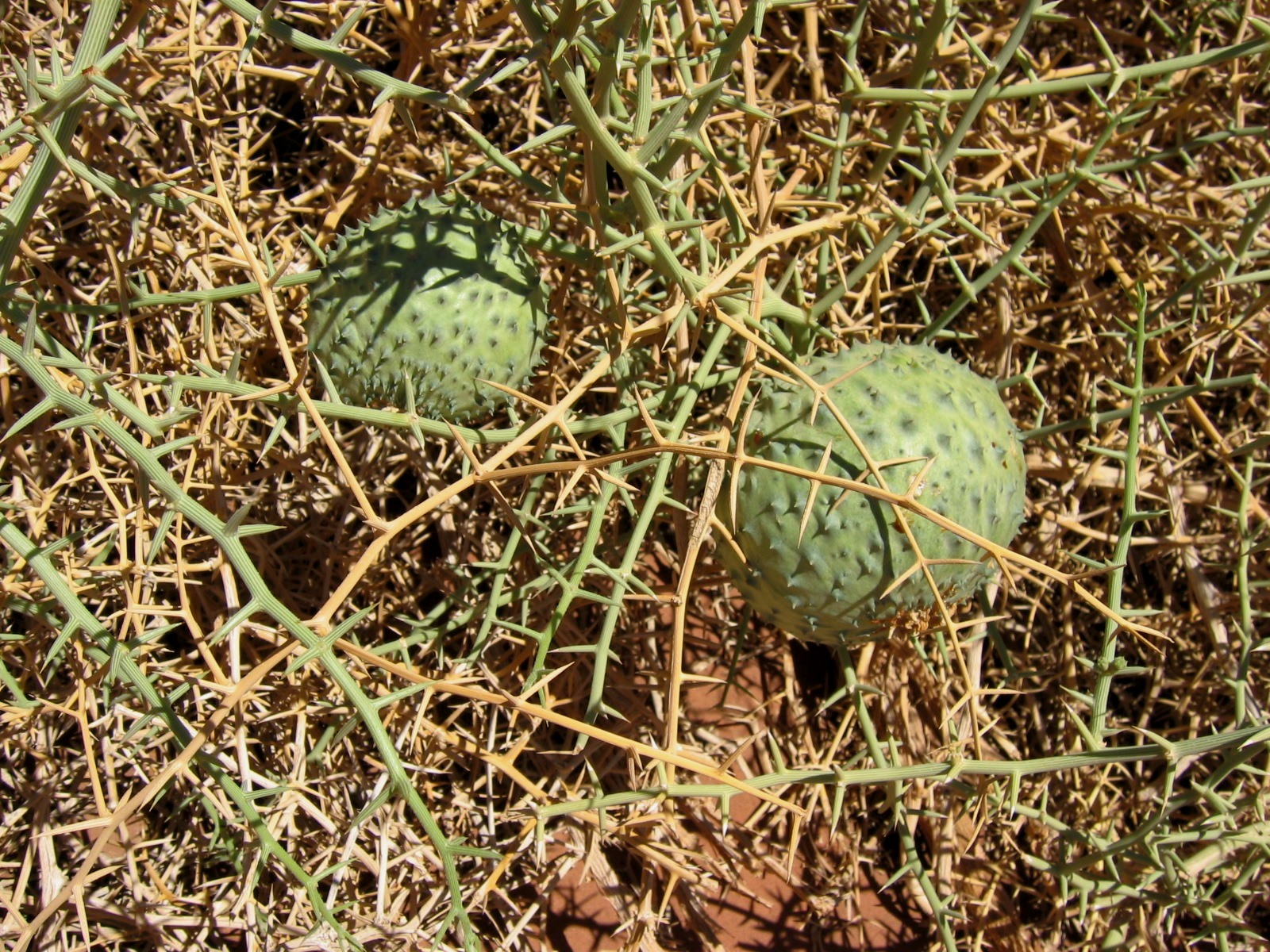
Acanthosicyos horridus. Spinii reprezintă o adaptare la condițiile grele de deșert